# Célestin Marcotte
Pour les articles homonymes, voir Marcotte.
Célestin (Paul-Émile) Marcotte (Montréal, 14 novembre 1915 – 25 mars 1990) ofm cap. est un prêtre québécois.
Il fonda en 1965 le Camp Saint-Charles pour les jeunes de Limoilou.
Il a notamment coordonné Collaboration Santé Internationale, organisme qu'il a fondé à Québec en 1975 et qui fournit des médicaments dans 74 pays en voie de développement.

## Distinctions
- 1988 - Chevalier de l'Ordre national du Québec[2]
- 1989 - Membre de l'ordre du Canada[3]